# Henrik Ekman
Carl Henrik Robert Oscar Ekman, född 22 juni 1951 i Engelbrekts församling i Stockholm, är en svensk biolog, vetenskapsjournalist, naturfotograf, filmare, författare och programledare. Han är känd som en vanligt förekommande berättarröst för djur- och naturfilmer på Sveriges Television.

## Biografi
Henrik Ekman är son till gymnastikdirektören och kaptenen Carl Ekman (1916–2007) och Dagmar Neander (1921–2019) samt sonsons son till riksdagsmannen Oscar Ekman. Familjen tillhör släkten Ekman från Göteborg.
Ekman är frilansjournalist och arbetar bland annat med inköp av natur- och vetenskapsprogram för Sveriges Television. Han var åren 2002–2007 programledare för Vetenskapens värld. Han är också känd som poet och satiriker under pseudonymen Rune Runeman med filosofiska reflektioner som specialitet. Två av Ekmans böcker har blivit nominerade till Augustpriset i fackboksklassen, Ekoparken och Vargen - den jagade jägaren. Ekoparken fick även utmärkelsen Årets Pandabok 1996. 
Han är gift sedan 1976 och har tre söner, bland dem skådespelaren och manusförfattaren Richard Ekman.

## Utmärkelser
- 2005 – Linköpings kommuns honorärsstipendium
- 2007 – Medicine hedersdoktor vid Linköpings universitet (Med.dr. h.c.)
- 2011 – Ledamot av Kungl. Skogs- och Lantbruksakademien (LSLA )
- 2014 – Sveriges Ingenjörers Miljöpris[4]
- 2021 – Alf Henrikson-priset
- 2021 –  H.M. Konungens medalj i guld av 8:e storleken med Serafimerordens band (Kong:sGM8mserafb) för betydelsefulla insatser för att sprida kunskap om natur och miljö[5]

## Filmer
- 1989 – Arktisk tragedi, om den ekologiska krisen i Barents hav – med Bo Landin och Hans Östbom, belönad med Prix Italia
- 1992 – Ä'ke det gudomligt – ett år i Stockholms Ekopark – med Bengt Jägerskog
- 1994 – Tundrasommar
- 2004 – När vargen kom till Åtorp
- 2009 – Vargen – hatad, älskad, buggad – med Ulf Jonasson
- 2013 – Eken – in i döden levande – med Ulf Jonasson och Hans Berggren